# Vespertilio murinus
Vespertilio murinus é uma espécie de morcego da família Vespertilionidae. Pode ser encontrada no Paleártico Norte (Eurásia).

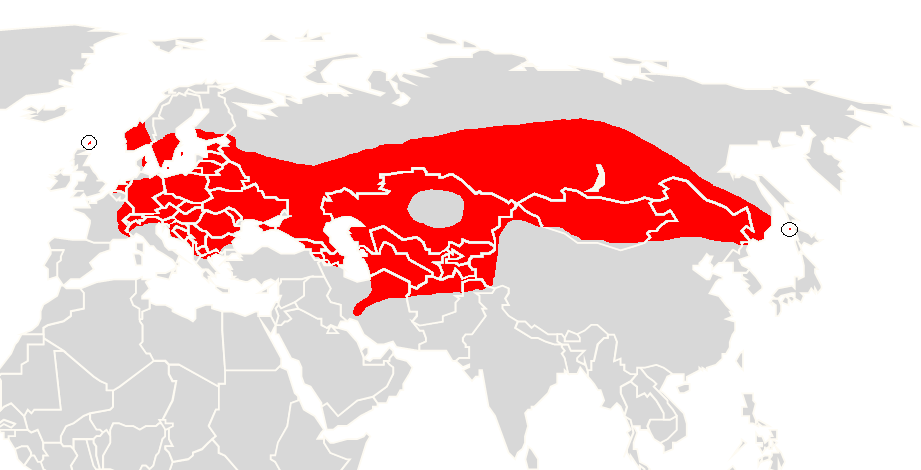
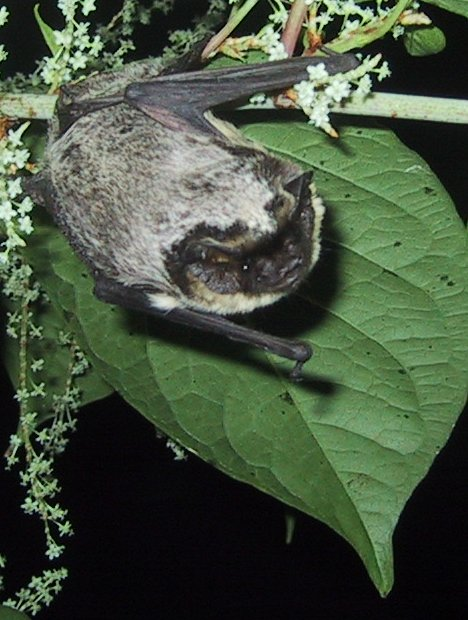
Vespertilio murinus, masculino